# Meddewade
Meddewade (niederdeutsch Meddewaad) ist eine Gemeinde im Kreis Stormarn in Schleswig-Holstein.

## Geografie
Das Dorf ist vier Kilometer von Bad Oldesloe, fünf von Reinfeld, 15 von Lübeck und 47 von Hamburg entfernt. Meddewade liegt im stark kupierten Hügelgelände einer Endmoränenlandschaft, die durch die Weichseleiszeit geformt wurde und größtenteils aus Dauerweideland besteht. Meddewade besitzt seit Ende des 18. Jahrhunderts keinen Wald mehr, die letzten Bäume wurden 1787 gefällt, um Felder anzulegen. Sein höchster Punkt befindet sich im Süden mit 51,5 Meter, sein tiefster im Norden mit 2,8 Meter über NN.
Im Norden wird es durch die Trave begrenzt, im Süden durch die A 1. Meddewade grenzt an Bad Oldesloe, Rethwisch, Barnitz, Feldhorst und Reinfeld.

## Geschichte
Die Deutung des Namens Meddewade ist nicht gesichert, es existieren unterschiedliche Interpretationen, die ihn auf medwoda („Süßwasser“), bezogen auf den Fluss Trave, an dem sich das Dorf befindet, zurückführen, oder auch als „sumpfige Wiese“ (mede von englisch meadow = Wiese; wade = Sumpf) in Anlehnung an die oft überschwemmten Travewiesen deuten. Eine weit verbreitete Ableitung von Midwalde („Mittenwalde“), das in einer Urkunde von 1189 erwähnt wird, erscheint zweifelhaft, Otto Stein führt den Namen über die slawische Ortsbezeichnung Medvedy und ähnliche Ortsnamen in Mecklenburg-Vorpommern (Medwege), Polen und Russland auf Mädwädj (slawisch Bär) zurück und vermutet eine Ortsgründung durch die Wenden.
Das Gebiet, in dem Meddewade liegt, wurde bereits vor 5000 bis 10.000 Jahren besiedelt. Im Dorfgebiet selbst fand man Feuersteinartefakte, Reste von 14 bronzezeitlichen Hügelgräbern und eisenzeitliche Urnenfelder. Direkte Ansiedlungsspuren für das Dorfgebiet sind erst ab dem 8. Jahrhundert nachweisbar, es ist jedoch noch nicht geklärt, ob es sich bei den Siedlern um germanische oder slawische Stämme handelte.
Eine erste Erwähnung des Namens Midwalde in der Gründungsurkunde des Klosters Reinfeld von 1189 bezog sich nicht auf das Dorf, sondern auf ein nicht näher lokalisiertes Waldstück in der Nähe des Klosters, der Name wurde erst im 14. Jahrhundert in das Dokument eingefügt. Die erste gesicherte urkundliche Erwähnung des Dorfes befindet sich im Zehntregister des Lübecker Bischofs Schele aus dem Jahre 1433. Bis 1582 gehörte Meddewade zu den Ländereien des Klosters Reinfeld, danach fiel es zusammen mit Reinfeld an das Herzogtum Schleswig-Holstein-Sonderburg-Plön-Rethwisch. Für die Jahre 1640/41 sind zwei Familien im Dorf verbürgt.
Im Jahre 1671 fiel Meddewade mit dem Tode des Plöner Herzogs Joachim Ernst an das neu gegründete Herzogtum Holstein-Rethwisch und damit in die Leibeigenschaft von Herzog Joachim Ernst dem Jüngeren von Holstein-Rethwisch. Meddewade hatte während der Leibeigenschaft Treidler zum Ziehen der Lastkähne auf der Trave zu stellen, im Dorf gab es nur wenige Bauernhöfe mit Landbesitz, aber viele Katen, zu denen kein Land gehörte. Nach dem Tod des Herzogs Friedrich Carl, der keine männlichen Erben hinterließ, übernahm 1761 der dänische König Friedrich der Gute das Herzogtum und damit auch das Dorf.
Im Jahre 1773 bestand Meddewade aus „6 halben Hufen, 7 Viertelhufen, 3 Zwölftelhufen, 10 Kleinst-Insten und 5 Eigentums-Kätnern.“ (Landesarchiv Schleswig, Abteilung 66 Nummer 7543)
Als 1774 das Vorwerk Rethwisch wegen mangelnder Erträge aufgelöst wurde, endete auch die Leibeigenschaft für die Bewohner Meddewades, die Ländereien wurden an die Untertanen verteilt.

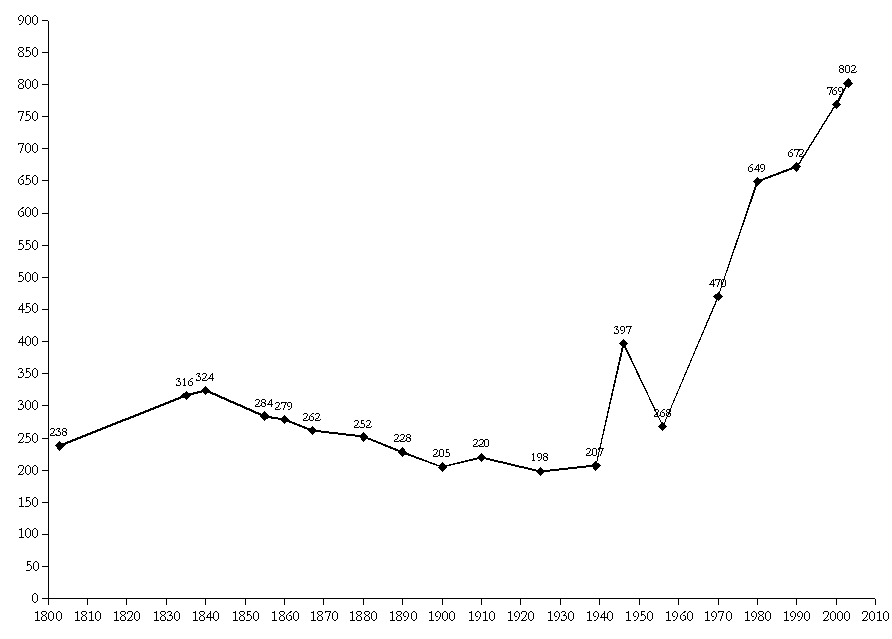
Entwicklung der Einwohnerzahlen Meddewades von 1803 bis 2003

Im Jahre 1825 wurde die Größe des Gebietes von Meddewade mit 456 Tonnen angegeben, dies entsprach einer Fläche von 287,6 Hektar. Das Dorf bestand damals aus sechs Halbhufen, sechs Viertelhufen, drei Zwölftelhufen und 18 Katen.
1877 legte das Landratsamt des Kreises Stormarn in Wandsbek den Namen Meddewade für den Ort fest, nachdem 450 Jahre die unterschiedlichsten Schreibweisen verwendet worden waren.
Im Jahre 1887 wurde in Meddewade eine Genossenschaftsmeierei gegründet, um den Bauern den Vertrieb ihrer Milch zu erleichtern. Im Zuge der Verstaatlichung im Dritten Reich wurde der Betrieb eingestellt und der Milchvertrieb auf die umliegenden größeren Meiereien verteilt.
Ab 1889 gehörte Meddewade zum Amtsbezirk Rethwisch.

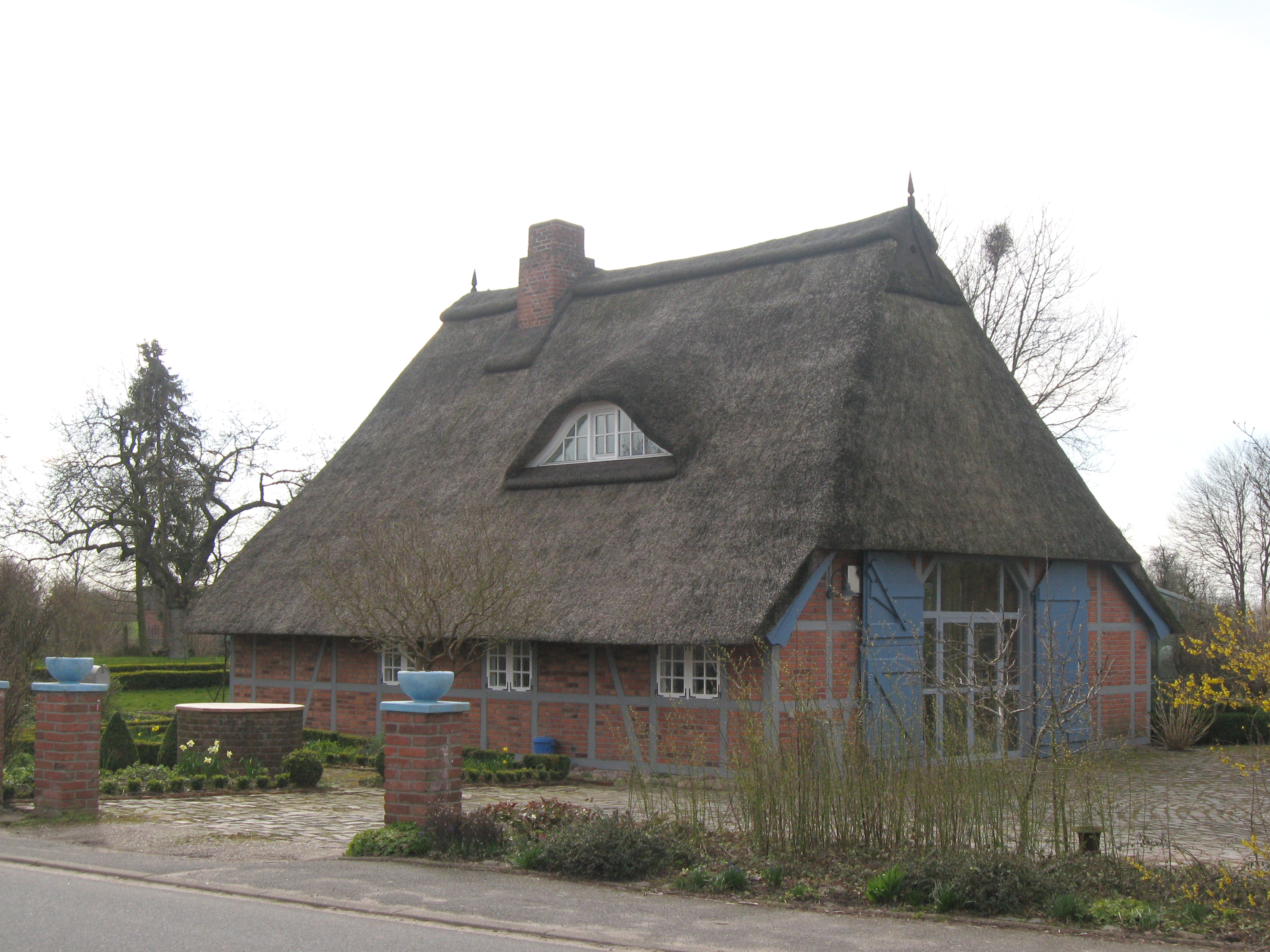
Eines von zwei noch existierenden Reetdachhäusern in Meddewade

Nach dem Ende des Zweiten Weltkrieges nahm die Gemeinde 200 Flüchtlinge aus dem Osten auf, 1949 waren im Dorf 16 landwirtschaftliche Betriebe ansässig (2003 einer). Von den 1949 noch neun reetgedeckten Häusern existierten 2003 noch zwei.
Seit 1948 gehört Meddewade zum Amt Bad Oldesloe-Land.

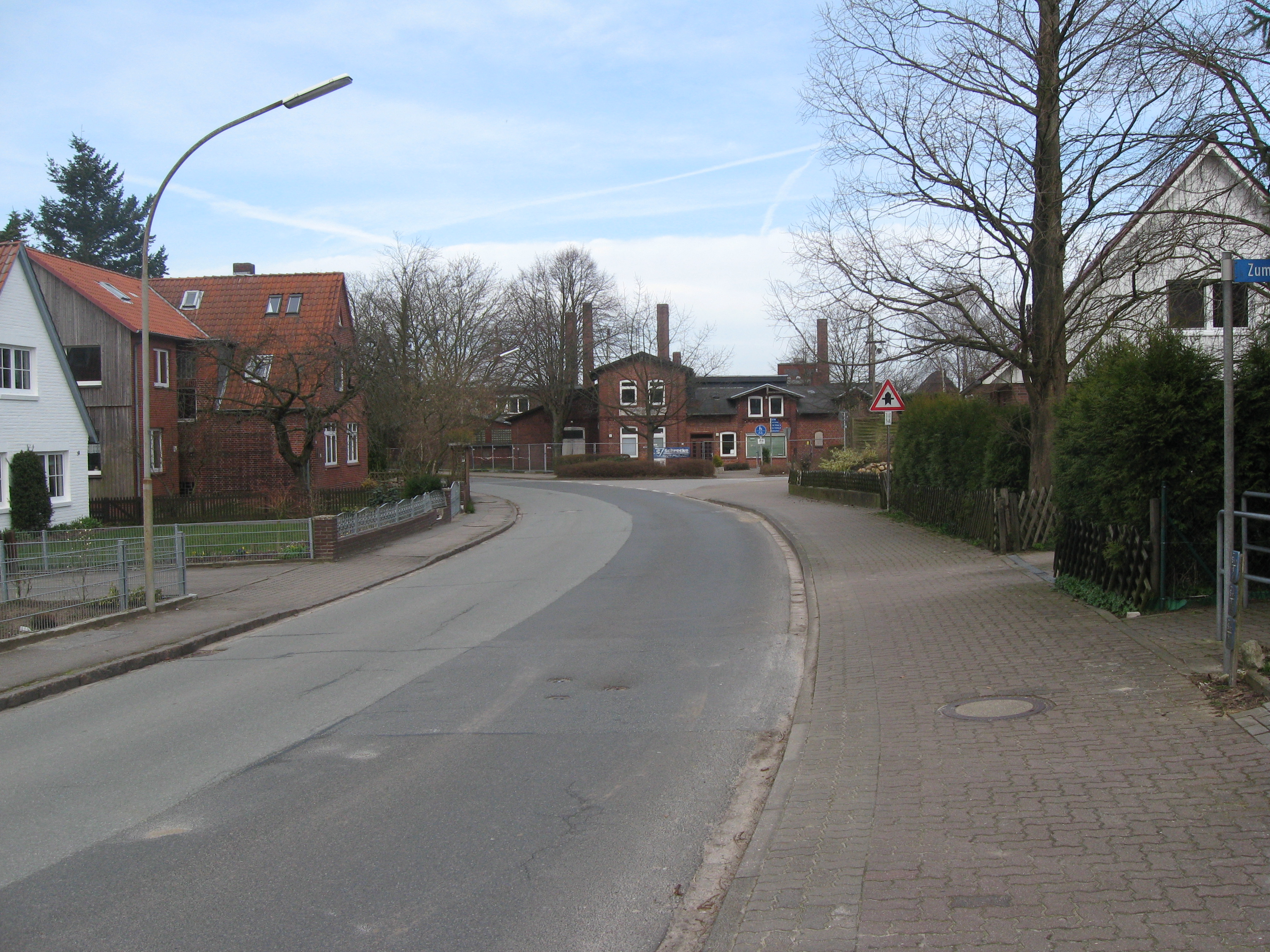
Meddewade, Blick auf den ehemaligen Backshop und die Großbäckerei

Im Herbst 1954 übernahm der Berliner Unternehmer Eberhard Paech das Gebäude der Molkerei als Filiale für seine Paech-Brot GmbH und baute es großzügig aus. Während im ersten Jahr zehn Mitarbeiter an zwei Steinöfen arbeiteten, waren es sechs Jahre später bereits 140. In den Jahren von 1956 bis 1980 stieg die Einwohnerzahl Meddewades von 268 um über 140 Prozent auf 649. Bis 1967 verdoppelten sich die Mitarbeiterzahlen nochmals, der Bäckereibetrieb wurde in ganz Schleswig-Holstein bekannt und belieferte 1800 Kunden von Meddewade aus. 1985 beschäftigte die Bäckerei 380 Mitarbeiter, davon waren 22,6 Prozent Meddewader.
Im Rahmen des Aufbaus der Bäckerei wurde auch die Infrastruktur Meddewades verbessert und erweitert. Ab 1962 wurden die Gemeindewege und die Verbindungsstraßen nach Bad Oldesloe und Steensrade ausgebaut. 1962 erhielt Meddewade nach einem Eilantrag Anschluss an die Wasserversorgung des Wasserbeschaffungsverbands Reinfeld-Land, 1972 bis 1975 erfolgte der Bau einer Vollkanalisation mit eigenem Klärwerk. An den Kosten beteiligte sich die Bäckerei Paech in den Jahren 1972 bis 1980 mit insgesamt 480.000 Deutsche Mark. 1975 wurde das Dorf an die Erdgasleitung von Bad Oldesloe nach Reinfeld angeschlossen.
Nach finanziellen Schwierigkeiten der Mutterfirma wurde die Bäckerei 1986 kurzfristig von Horst Schiesser, danach von der Bäckerei Wendeln übernommen. 2000 übernahm die Bäckerei Kamps die Fabrik, von den einst 380 Arbeitsplätzen waren 220 verblieben, davon nur neun von Meddewadern besetzt. 2003 wurde die Brotfabrik geschlossen, im Sommer 2008 wurden die Gebäude abgerissen, das Grundstück in Parzellen aufgeteilt und zum Verkauf an private Käufer vorbereitet.

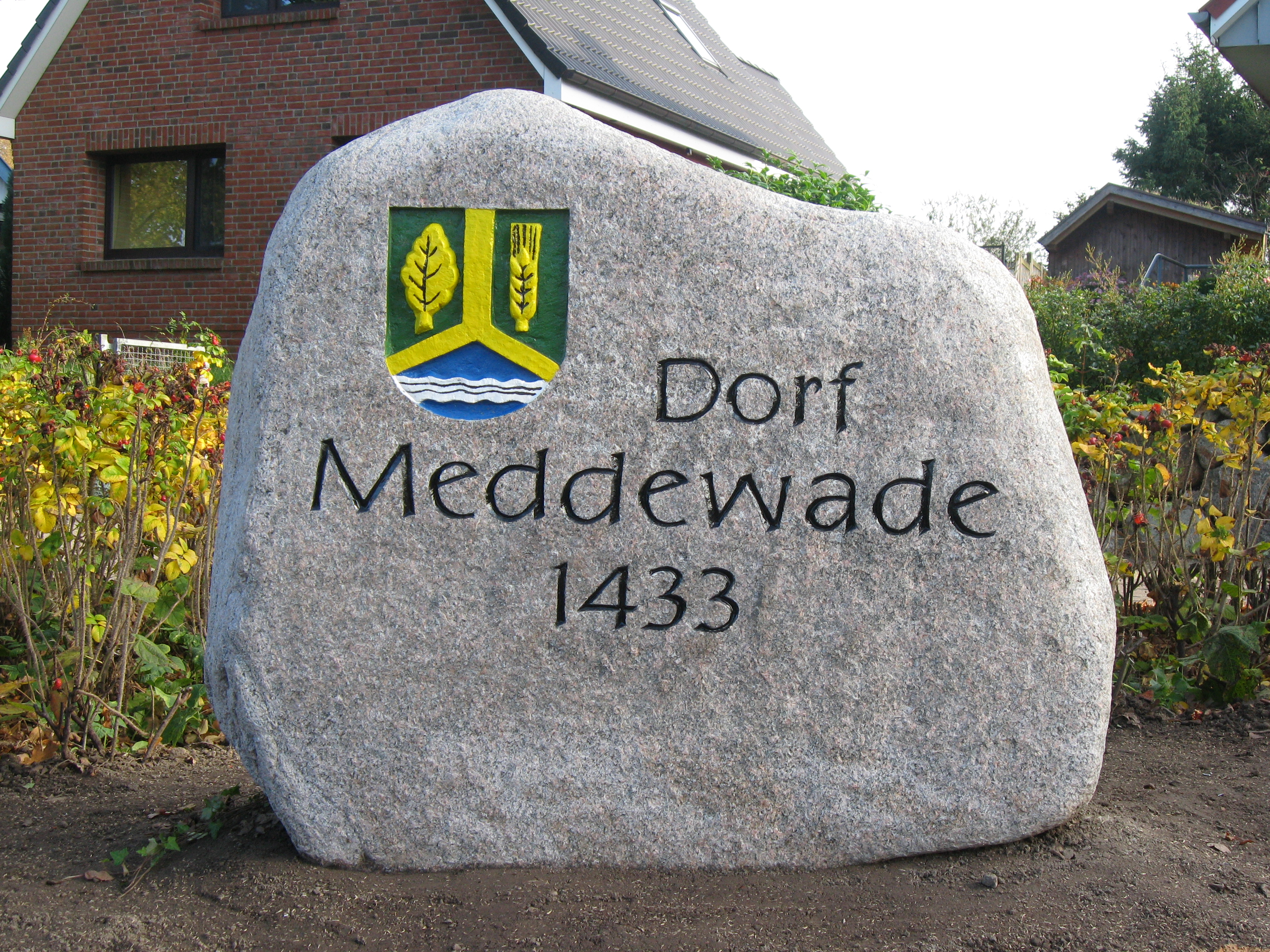
Gedenkstein zur Gründung des Dorfes

Im Oktober 2008 wurde gegenüber der Friedenseiche ein Gedenkstein anlässlich des 575. Jahrestags der ersten urkundlichen Erwähnung im Jahre 1433 eingeweiht.

## Politik

### Gemeindevertretung
Bei der Kommunalwahl am 14. Mai 2023 wurden insgesamt elf Sitze vergeben. Von diesen erhielten die Toleranten Engagierten Aktiven Meddewader sechs Sitze und die Wählergruppe Meddewade fünf Sitze.

### Bürgermeister
Bürgermeister ist Karsten Bauer von der Wählergemeinschaft TEAM.

### Wappen

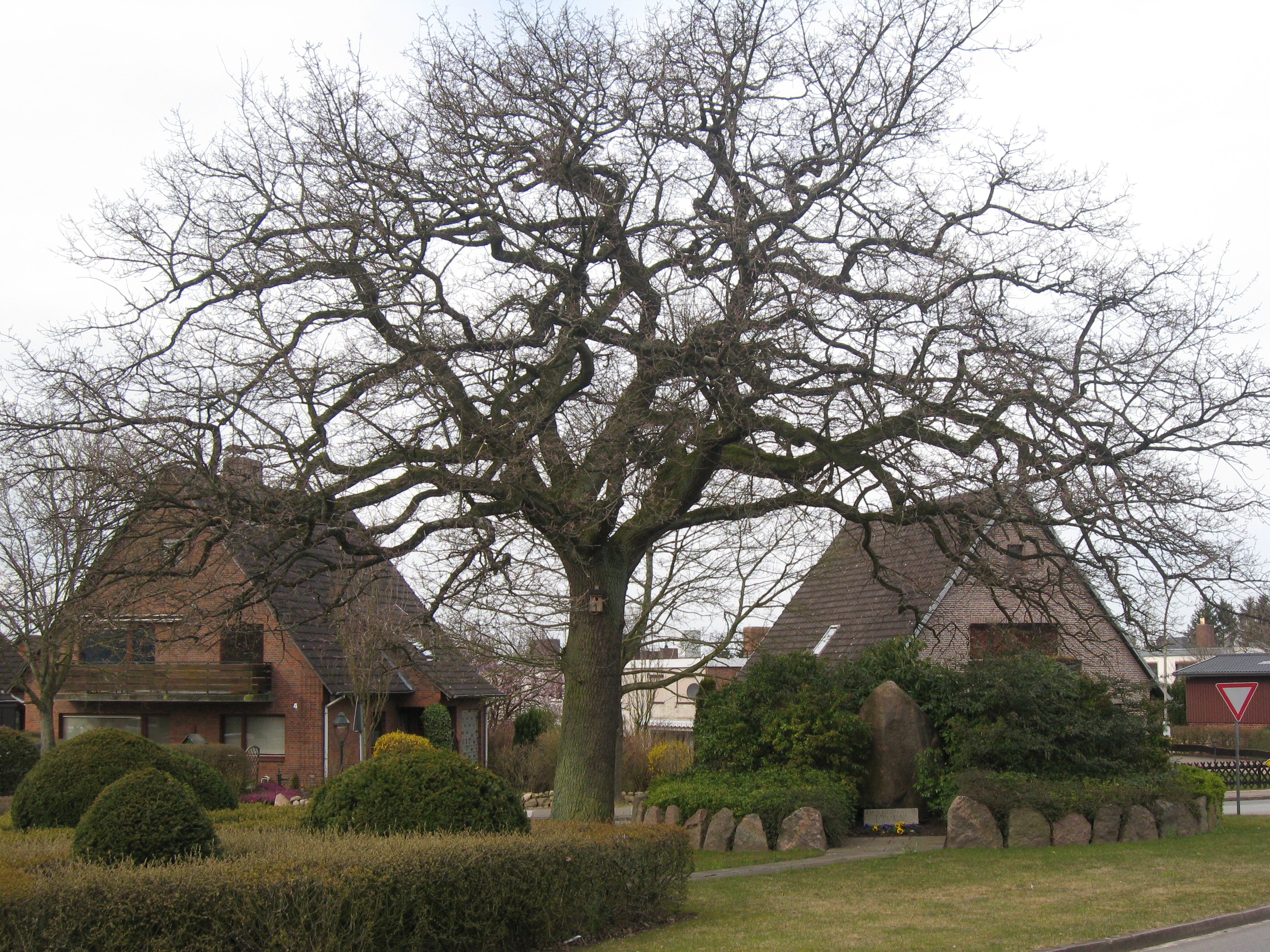
Meddewade, Friedenseiche und Gedenkstein für die Opfer der beiden Weltkriege

Blasonierung: „In Grün ein blau gefüllter goldener Göpel. In den Winkeln oben rechts ein goldenes Eichenblatt, links eine goldene Ähre, unten ein silberner Wellenbalken.“
Der Göpel stellt die Ortsmitte Meddewades dar, von dem die Straßen nach Bad Oldesloe, Rethwisch und Benstaben ausgehen. Das Eichenblatt steht für die 1871 gepflanzte Friedenseiche, die Ähre für den landwirtschaftlichen Ursprung des Dorfes. Der silberne Wellenbalken symbolisiert die Trave.

## Wirtschaft und Infrastruktur

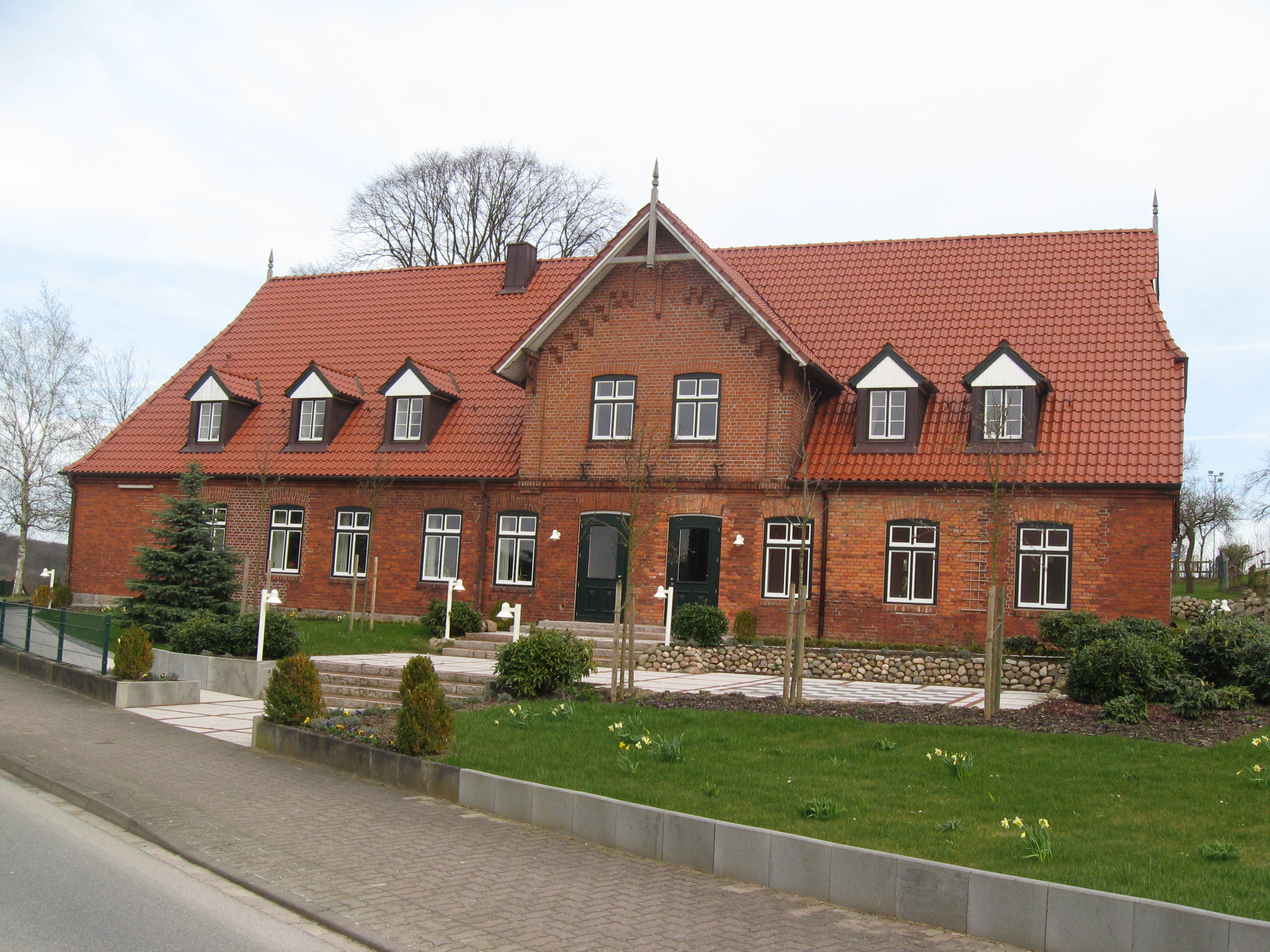
Die alte Schule in Meddewade

### Bildung
Nachdem die Meddewader und Sehmsdorfer Schüler von 1731 bis 1857 die Schule im Nachbarort Benstaben besucht hatten, wurde von 1857 bis 1858 ein Schulneubau im zentraleren Meddewade errichtet. Die Schülerzahl betrug 1915 94, 1949 waren es 180 Schüler aus Meddewade, Benstaben und Sehmsdorf, die von vier Lehrern unterrichtet wurden. Ende der 1960er wurde der Schulverband der drei Gemeinden aufgelöst; die Schüler waren bis 1973 auf Schulen in Bad Oldesloe angewiesen.
Seitdem wurden die Räumlichkeiten der Schule für den 1975 gegründeten Jugendclub, von 1985 bis 1995 vom Meddewader Kindergarten genutzt. Derzeit finden dort Gemeindeaktivitäten statt. Seit 1999 wurde die Schule auf Gemeindekosten saniert, umgebaut und mit Dusch- und Umkleideräumen für den Sportverein ergänzt. Zum 150-jährigen Bestehen der Schule im April 2008 waren die Sanierungsarbeiten abgeschlossen.

### Öffentliche Einrichtungen
Die Freiwillige Feuerwehr von Meddewade wurde 1889 gegründet. 1966 erhielt sie eine Erinnerungstafel der Stadt Lübeck für ihre Hilfeleistung beim Wakenitz-Hochwasser 1965.
Weiterhin gibt es den 1977 gegründeten Sportverein SV Meddewade von 1977 e. V. mit Gymnastik-, Tischtennis- und Fußballmannschaften und über 100 Mitgliedern (1980), den 1912 gegründeten Sparclub und Kulturverein Edelweiß, einen Skatclub und andere.

### Verkehr
Die Kreisstraße 67 durchquert das Dorf, verbindet es mit Bad Oldesloe sowie mit Benstaben und führt über die Trave an die Bundesstraße 75.
Im Dorf zweigt in Richtung Süden die Kreisstraße 68 ab, die ihn mit Rethwischdorf und Steensrade verbindet.

## Persönlichkeiten
- Uwe Jannsen (*  1954), in Meddewade geborener Mathematiker und Hochschullehrer